# Stanley Park Stadium
|  | Denne artikel eller sektion om sport er forældet eller ikke opdateret. Se artiklens diskussionsside eller historik. |

|  | Fremtidig bygning Denne artikel omhandler en bygning, der er under opførelse. Det er derfor muligt, at indholdet er af spekulativ natur, og ligeledes, at indholdet kan ændre sig markant efterhånden som flere oplysninger bliver tilgængelige. |

 Der er for få eller ingen kildehenvisninger i denne artikel, hvilket er et problem. Du kan hjælpe ved at angive troværdige kilder til de påstande, som fremføres i artiklen.

Stanley Park var et foreslået stadion, der skulle huse Liverpool F.C., hvis det blev bygget. Klubben fik tilladelse til at bygge det, og det ville komme til at ligge få hundrede meter væk fra deres nuværende stadion, Anfield Road. I slutningen af 2012 offentliggjorde Liverpool FC's ejere, at de vil gå videre med en plan om at udbygge Anfield Road, frem for at bygge stadionet.
| Idrætsanlæg | Spire Denne artikel om et idrætsanlæg er en spire som bør udbygges. Du er velkommen til at hjælpe Wikipedia ved at udvide den. |

53°26′02″N 2°57′35″V / 53.434°N 2.9596°V